# Kraftwerk Lower Monumental
Das Kraftwerk Lower Monumental (englisch Lower Monumental Lock and Dam) ist ein Laufwasserkraftwerk im Bundesstaat Washington, USA. Es ist das 16. Kraftwerk in der Kette von insgesamt 17 Wasserkraftwerken am Snake River, einem linken Nebenfluss des Columbia Rivers. Der Snake River bildet an dieser Stelle die Grenze zwischen dem Franklin und dem Walla Walla County.
Mit den Bauarbeiten wurde im Juni 1961 begonnen. Das Kraftwerk ging 1969 in Betrieb. Es wurde durch das United States Army Corps of Engineers (USACE) errichtet und wird auch vom USACE betrieben. Es dient neben der Stromerzeugung auch der Bewässerung. Grundlage für die Errichtung des Kraftwerks war der River and Harbor Act von 1945.

## Absperrbauwerk
Das Absperrbauwerk ist eine Gewichtsstaumauer aus Beton mit einer Höhe von ungefähr 30 m (100 ft), an die sich Erdschüttdämme auf beiden Seiten anschließen. Es besteht aus einem Maschinenhaus auf der rechten Flussseite, einer Wehranlage mit acht Wehrfeldern in der Mitte, sowie einer Schleuse auf der linken Seite. Die Mauerkrone liegt auf einer Höhe von 168 m ü. d. M. (553 ft). Die Gesamtlänge einschließlich der Staudämme beträgt 1155 m (3.791 ft). Davon entfallen 200 m (656 ft) auf das Maschinenhaus, 152 m (498 ft) auf die Wehranlage und 57 m (186 ft) auf die Schleuse. Die Wehranlage verfügt über eine maximale Kapazität von 24.000 m³/s (850.000 ft³/s).

## Stausee
Beim normalen Stauziel von 164,6 m (540 ft) erstreckt sich der Stausee Herbert G. West über eine Fläche von rund 26,7 km² (6.590 Acres). Das minimale Stauziel liegt bei 163,6 m ü. d. M. (537 ft), das maximale bei 167 m ü. d. M. (548,3 ft).

## Kraftwerk
Das Kraftwerk Lower Monumental verfügt über eine installierte Leistung von 810 MW. 2011 wurden damit 3,38 Mrd. kWh erzeugt. Die ersten drei Maschinen wurden 1969 in Betrieb genommen. Drei weitere Maschinen wurden von 1975 bis 1981 installiert. Die sechs Kaplan-Turbinen leisten jedweils maximal 135 MW und die zugehörigen Generatoren 142 MVA. Die Nenndrehzahl der Turbinen liegt bei 90/min. Der maximale Durchfluss liegt bei 3700 m³/s (130.000 ft³/s).
Der erzeugte Strom wird durch die Bonneville Power Administration (BPA) vermarktet. Die BPA setzt die vier untersten Kraftwerke am Snake River als Spitzenlastkraftwerke ein, um insbesondere die schwankende Stromerzeugung aus Windparks auszugleichen.

## Schleuse
Auf der linken Seite der Staumauer befindet sich eine Schleuse mit einer Länge von 198 m (650 ft) und einer Breite von 26 m (86 ft).

## Sonstiges
Es sind zwei Fischtreppen vorhanden.